# 格子乘法
格子乘法是一种最早见于十三世纪阿拉伯，十四世纪流行于欧洲的乘法，是一种利用带斜线的格子进行多位数的乘法，意大利人称为威尼斯方格乘法。格子乘法在明朝初期传入中国，首先出现在景泰元年数学家吴敬所著《九章详注比类算法大全》，称为写算。后来程大位《算法统宗》也阐述了这种铺地锦算法。印度数学史家Datta和Singh认为不能确定格子乘法起源于印度或是舶来品；格子乘法最早见于印度一部1545年的数学著作，而在13、14世纪已经出现在阿拉伯数学著作了，

## 方法
第一步：画带斜线的格子，将第一数（58）写在格子顶部，第二数（213）书写着格子的右侧如图，格子斜线下方写下乘积的个位数，格子斜线之上写入乘积的十位数。

第一步

第二步：将每个格子顶上数字与同一格子右边的数字相乘，将乘积逐个写入格子内，然后自下而上按斜线将数字相加，将所得的和写在格子图之下或左边：
- {\displaystyle 4=4}，将4写在斜线对齐的格子图下边。
- {\displaystyle 8+2+5=15}，将和的个位数“5”写在斜线对齐的格子下边，十位数进位到下一位斜线中如图
- {\displaystyle 6+5+1+(1)=13}，将和的个位数写在斜线对齐的格子边上（左边），将十位数进位。
- {\displaystyle 1+(1)=2}，记入格子左边
- {\displaystyle 1=1}

第二步

第三步：从格子左边自上而下，接格子下边自左至右，读出乘积：12354

第三步

所以 {\displaystyle 58\times 213=12354}